# 中相知信号場
中相知信号場（なかおうちしんごうじょう）は、かつて佐賀県東松浦郡にあった、日本国有鉄道（国鉄）唐津線の信号場（廃止）である。相知炭坑駅（貨物駅）に向かう貨物支線を本線から分岐するために設けられた単線分岐型の信号場であったが、1966年（昭和41年）頃に廃止となった。

## 歴史
- 1905年（明治38年）10月22日：九州鉄道により相知貨物支線分岐点（おうちかもつしせんぶんきてん）として開業[1]。
- 1907年（明治40年）7月1日：九州鉄道国有化[1]。同時に相知分岐点（おうちぶんきてん）に改称[1]。
- 1909年（明治42年）1月1日：相知炭坑分岐点（おうちたんこうぶんきてん）に改称[1]。
- 1915年（大正4年）9月18日：中相知聯絡所（なかおうちれんらくじょ）に改称[1]。
- 1922年（大正11年）4月1日：信号場に変更[1]。
- 1966年（昭和41年）頃：廃止[1]。
- 1978年（昭和53年）10月1日：貨物支線廃止[1]。

## 隣の駅
日本国有鉄道
唐津線（本線）
本牟田部駅 - 中相知信号場 - 相知駅
唐津線（貨物支線）
本牟田部駅 - 中相知信号場 - 相知炭坑駅